# Agrotis castellana
Agrotis castellana är en fjärilsart som beskrevs av Fernández 1929. Agrotis castellana ingår i släktet Agrotis och familjen nattflyn. Inga underarter finns listade i Catalogue of Life.